# Красильников, Николай Николаевич
Николай Николаевич Красильников (22 января 1927, Иркутск — 6 февраля 2020) — российский учёный, доктор технических наук, специалист в области обработки изображений и телевидения. Заслуженный деятель науки и техники Российской Федерации (1992).

## Биография
- В 1950 году окончил Ленинградский политехнический институт.
- В 1950—1954 годах — инженер Всесоюзного научно-исследовательского института телевидения[3].
- В 1952 году защитил диссертацию на соискание степени кандидата технических наук.
- В 1954—1957 годах—доцент кафедры радиопередающих устройств Ленинградского института авиационного приборостроения.
- В 1957—1994 годах заведующий кафедрой радиопередающих и телевизионных систем ЛИАП-ГААП (ныне — Санкт-Петербургский государственный университет аэрокосмического приборостроения — ГУАП), затем профессор этой кафедры до 2006 года.
- В 1963 году защитил диссертацию на соискание степени доктора технических наук.
- В 1965 году присвоено звание профессора.
- C 2006 года —  профессор кафедры информационно-сетевых технологий ГУАП.

Похоронен на Волковском православном кладбище Санкт-Петербурга.

### Награды
- Премия Правительства РФ в области образования (2009)[4]
- Медаль «За оборону Ленинграда» и многие другие[5]

### Научная деятельность
Основатель научной школы по цифровому телевидению и обработке изображений в ЛИАП-ГУАП. Разработал обобщенную функциональную модель зрения и статистическую теорию передачи изображений. О разработанной совместно с НИИ телевидения системе цифрового телевидения снят фильм «Пароль во вселенную» (Ленфильм, 1978, реж. М. Клигман).

## Книги
- Красильников Н. Н. Помехоустойчивость телевизионных устройств. М.: Госэнергоиздат, 1961. 268 с.
- Красильников Н. Н. Статистическая теория передачи изображений. М.: Связь, 1976. 184 с.
- Красильников Н. Н. Теория передачи и восприятия изображений. М.: Радио и связь, 1986. 246 с.
- Бондарко В. М., Данилова М. В., Красильников Н. Н., Леушина Л. И., Невская А. А., Шелепин Ю. Е. Пространственное зрение. — СПб.: Наука, 1999. — 218 с. — ISBN 5-02-026120-X.
- Красильников Н. Н. Цифровая обработка изображений. — М.: Вузовская книга, 2001. — 320 с. — ISBN 5-89522-146-7.
- Красильников Н. Н. Цифровая обработка 2D- и 3D-изображений. — СПб.: «БХВ-Петербург», 2011. — 608 с. — ISBN 978-5-9775-0700-4. (рецензия[7])